# Coupe du monde de ski de fond 2001-2002
Navigation
Édition précédente Édition suivante
La 22e édition de la Coupe du monde de ski de fond s'est déroulée du 24 novembre 2001 au 23 mars 2002.

## Classements

### Classements généraux
| Rang | Nom                 | Points |
| ---- | ------------------- | ------ |
| 1    | Per Elofsson        | 780    |
| 2    | Thomas Alsgaard     | 777    |
| 3    | Anders Aukland      | 545    |
| 4    | Kristen Skjeldal    | 518    |
| 5    | Frode Estil         | 404    |
| 6    | Jaak Mae            | 401    |
| 7    | Cristian Zorzi      | 327    |
| 8    | Johann Mühlegg      | 322    |
| 9    | Jens Arne Svartedal | 315    |
| 10   | Erling Jevne        | 307    |

| Rang | Nom                          | Points |
| ---- | ---------------------------- | ------ |
| 1    | Bente Skari                  | 877    |
| 2    | Kateřina Neumannová          | 763    |
| 3    | Stefania Belmondo            | 760    |
| 4    | Kristina Šmigun-Vähi         | 649    |
| 5    | Julija Tchepalova            | 612    |
| 6    | Hilde Gjermundshaug Pedersen | 552    |
| 7    | Olga Danilova                | 488    |
| 8    | Gabriella Paruzzi            | 467    |
| 9    | Anita Moen                   | 440    |
| 10   | Sabina Valbusa               | 381    |

### Classements de sprint
| Rang | Nom                 | Points |
| ---- | ------------------- | ------ |
| 1    | Trond Iversen       | 328    |
| 2    | Jens Arne Svartedal | 300    |
| 3    | Christian Zorzi     | 264    |
| 4    | Thobias Fredriksson | 254    |
| 5    | Haavard Bjerkeli    | 249    |

| Rang | Nom                          | Points |
| ---- | ---------------------------- | ------ |
| 1    | Bente Skari                  | 319    |
| 2    | Anita Moen                   | 307    |
| 3    | Kateřina Neumannová          | 293    |
| 4    | Evi Sachenbacher-Stehle      | 237    |
| 5    | Hilde Gjermundshaug Pedersen | 223    |

## Calendrier et podiums

### Hommes

#### Épreuves individuelles
| Étape                                                  | Lieu                   | Épreuve          | Date             | Vainqueur           | Deuxième             | Troisième             |
| ------------------------------------------------------ | ---------------------- | ---------------- | ---------------- | ------------------- | -------------------- | --------------------- |
| 1                                                      | Kuopio                 | 15 km Classique  | 24 novembre 2001 | Thomas Alsgaard     | Erling Jevne         | Frode Estil           |
| 2                                                      | Kuopio                 | 10 km Libre      | 25 novembre 2001 | Per Elofsson        | Ole Einar Bjørndalen | Thomas Alsgaard       |
| 3                                                      | Cogne                  | 10 km Classique  | 8 décembre 2001  | Thomas Alsgaard     | Per Elofsson         | Frode Estil           |
| 4                                                      | Cogne                  | Sprint Libre     | 9 décembre 2001  | Cristian Zorzi      | Tor Arne Hetland     | Markus Hasler         |
| 5                                                      | Brusson                | 15 km Libre      | 12 décembre 2001 | Johann Mühlegg      | Christian Hoffmann   | Per Elofsson          |
| 6                                                      | Davos                  | 15 km Classique  | 15 décembre 2001 | Erling Jevne        | Per Elofsson         | Ivan Batory           |
| 7                                                      | Asiago                 | Sprint Classique | 19 décembre 2001 | Jens Arne Svartedal | Trond Iversen        | Andreas Schlütter     |
| 8                                                      | Ramsau                 | 30 km Libre      | 22 décembre 2001 | Per Elofsson        | Ole Einar Bjørndalen | Christian Hoffmann    |
| 9                                                      | Garmisch-Partenkirchen | Sprint Libre     | 27 décembre 2001 | Cristian Zorzi      | Tor Arne Hetland     | Peter Larsson         |
| 10                                                     | Salzbourg              | Sprint Classique | 29 décembre 2001 | Håvard Bjerkeli     | Trond Einar Elden    | Tor Arne Hetland      |
| 11                                                     | Val di Fiemme          | 20 km            | 5 janvier 2002   | Per Elofsson        | Thomas Alsgaard      | Anders Aukland        |
| 12                                                     | Val di Fiemme          | Sprint Libre     | 6 janvier 2002   | Trond Iversen       | Keijo Kurttila       | Thobias Fredriksson   |
| 13                                                     | Val di Fiemme          | 30 km Classique  | 8 janvier 2002   | Anders Aukland      | Vitali Denissov      | Mathias Fredriksson   |
| 14                                                     | Nove Mesto             | 10 km Libre      | 12 janvier 2002  | Fabio Maj           | Jaak Mae             | Kristen Skjeldal      |
| Jeux olympiques d'hiver de 2002 (8 au 24 février 2002) |                        |                  |                  |                     |                      |                       |
| 15                                                     | Lahti                  | 15 km Libre      | 2 mars 2002      | Per Elofsson        | Thomas Alsgaard      | Tore Ruud Hofstad     |
| 16                                                     | Stockholm              | Sprint Classique | 5 mars 2002      | Jens Arne Svartedal | Trond Iversen        | Björn Lind            |
| 17                                                     | Falun                  | 2 x 10 km        | 9 mars 2002      | Thomas Alsgaard     | Kristen Skjeldal     | Per Elofsson          |
| 18                                                     | Oslo                   | Sprint Classique | 13 mars 2002     | Jens Arne Svartedal | Jörgen Brink         | Keijo Kurttila        |
| 19                                                     | Oslo                   | 50 km Libre      | 16 mars 2002     | Thomas Alsgaard     | Kristen Skjeldal     | Pietro Piller Cottrer |
| 20                                                     | Lillehammer            | 58 km            | 23 mars 2002     | Thomas Alsgaard     | Anders Aukland       | Frode Estil           |

#### Épreuves par équipes
| Étape | Lieu       | Épreuve                | Date             | Vainqueur                                                                         | Deuxième                                                                          | Troisième                                                                            |
| ----- | ---------- | ---------------------- | ---------------- | --------------------------------------------------------------------------------- | --------------------------------------------------------------------------------- | ------------------------------------------------------------------------------------ |
| 1     | Kuopio     | Relais 4 x 10 km Libre | 27 novembre 2001 | Norvège - Odd-Bjørn Hjelmeset - Erling Jevne - Håvard Bjerkeli - Tor Arne Hetland | Suède - Urban Lindgren - Mathias Fredriksson - Per Elofsson - Jörgen Brink        | Russie - Vassili Rotchev - Mikhaïl Ivanov - Nikolaï Bolchakov - Vladimir Vilisov     |
| 2     | Davos      | Relais 4 x 10 km Libre | 16 décembre 2001 | Suède I - Urban Lindgren - Mathias Fredriksson - Niklas Jonsson - Per Elofsson    | Russie - Vitaliy Denisov - Mikhaïl Ivanov - Vladimir Vilisov - Nikolaï Bolchakov  | Norvège I - Frode Estil - Erling Jevne - Thomas Alsgaard - Tor Arne Hetland          |
| 3     | Nove Mesto | Relais 6 x 1,5 km      | 13 janvier 2002  | Italie II - Fabio Maj - Freddy Schwienbacher                                      | Italie I - Giorgio Di Centa - Cristian Zorzi                                      | Finlande III - Teemu Kattilakoski - Sami Repo                                        |
| 4     | Lahti      | Relais 6 x 1,5 km      | 3 mars 2002      | Italie I - Giorgio Di Centa - Cristian Zorzi                                      | Allemagne I - René Sommerfeldt - Tobias Angerer                                   | Tchéquie - Lukáš Bauer - Martin Koukal                                               |
| 5     | Falun      | Relais 4 x 10 km Libre | 10 mars 2002     | Norvège I - Frode Estil - Anders Aukland - Kristen Skjeldal - Thomas Alsgaard     | Suède I - Mathias Fredriksson - Per Elofsson - Anders Södergren - Fredrik Östberg | Norvège II - Jens Arne Svartedal - Erling Jevne - Tore Ruud Hofstad - Tore Bjonviken |

### Femmes

#### Épreuves individuelles
| Étape                                                  | Lieu                   | Épreuve          | Date             | Vainqueur               | Deuxième                     | Troisième                    |
| ------------------------------------------------------ | ---------------------- | ---------------- | ---------------- | ----------------------- | ---------------------------- | ---------------------------- |
| 1                                                      | Kuopio                 | 10 km Classique  | 24 novembre 2001 | Bente Skari             | Olga Danilova                | Lina Andersson               |
| 2                                                      | Kuopio                 | 5 km Libre       | 25 novembre 2001 | Kateřina Neumannová     | Julija Tchepalova            | Kristina Šmigun              |
| 3                                                      | Cogne                  | 5 km Classique   | 8 décembre 2001  | Bente Skari             | Olga Danilova                | Vibeke Skofterud             |
| 4                                                      | Cogne                  | Sprint Libre     | 9 décembre 2001  | Kateřina Neumannová     | Vibeke Skofterud             | Hilde Gjermundshaug Pedersen |
| 5                                                      | Brusson                | 10 km Libre      | 12 décembre 2001 | Julija Tchepalova       | Stefania Belmondo            | Kristina Šmigun              |
| 6                                                      | Davos                  | 10 km Classique  | 15 décembre 2001 | Bente Skari             | Kristina Šmigun              | Stefania Belmondo            |
| 7                                                      | Asiago                 | Sprint Classique | 19 décembre 2001 | Bente Skari             | Petra Majdič                 | Beckie Scott                 |
| 8                                                      | Ramsau                 | 15 km Libre      | 22 décembre 2001 | Kristina Šmigun         | Stefania Belmondo            | Elena Burukina               |
| 9                                                      | Garmisch-Partenkirchen | Sprint Libre     | 27 décembre 2001 | Evi Sachenbacher-Stehle | Sabina Valbusa               | Maj Helen Sorkmo             |
| 10                                                     | Salzbourg              | Sprint Classique | 29 décembre 2001 | Anita Moen              | Kateřina Neumannová          | Maj Helen Sorkmo             |
| 11                                                     | Val di Fiemme          | 10 km            | 5 janvier 2002   | Olga Danilova           | Bente Skari                  | Kateřina Neumannová          |
| 12                                                     | Val di Fiemme          | Sprint Libre     | 6 janvier 2002   | Kateřina Neumannová     | Hilde Gjermundshaug Pedersen | Sabina Valbusa               |
| 13                                                     | Val di Fiemme          | 15 km Classique  | 8 janvier 2002   | Bente Skari             | Olga Danilova                | Svetlana Nagejkina           |
| 14                                                     | Nove Mesto             | 5 km Libre       | 12 janvier 2002  | Julija Tchepalova       | Kateřina Neumannová          | Stefania Belmondo            |
| Jeux olympiques d'hiver de 2002 (8 au 24 février 2002) |                        |                  |                  |                         |                              |                              |
| 15                                                     | Lahti                  | 10 km Libre      | 2 mars 2002      | Kristina Šmigun         | Stefania Belmondo            | Nina Gavriljuk               |
| 16                                                     | Stockholm              | Sprint Classique | 5 mars 2002      | Bente Skari             | Petra Majdič                 | Anita Moen                   |
| 17                                                     | Falun                  | 2 x 5 km         | 9 mars 2002      | Stefania Belmondo       | Nina Gavriljuk               | Gabriella Paruzzi            |
| 18                                                     | Oslo                   | Sprint Classique | 13 mars 2002     | Bente Skari             | Lina Andersson               | Manuela Henkel               |
| 19                                                     | Oslo                   | 30 km Libre      | 16 mars 2002     | Stefania Belmondo       | Kristina Šmigun              | Gabriella Paruzzi            |
| 20                                                     | Lillehammer            | 58 km            | 23 mars 2002     | Anita Moen              | Vibeke Skofterud             | Manuela Henkel               |

#### Épreuves par équipes
| Étape | Lieu       | Épreuve               | Date             | Vainqueur                                                                              | Deuxième                                                                               | Troisième                                                                            |
| ----- | ---------- | --------------------- | ---------------- | -------------------------------------------------------------------------------------- | -------------------------------------------------------------------------------------- | ------------------------------------------------------------------------------------ |
| 1     | Kuopio     | Relais 4 x 5 km Libre | 27 novembre 2001 | Russie I - Olga Danilova - Natalia Baranova - Nina Gavriljuk - Julia Tchepalova        | Russie II - Alena Sidko - Lioubov Iegorova - Elena Burukina - Olga Savialova           | Suède - Lina Andersson - Elin Ek - Anna Dahlberg - Jenny Olsson                      |
| 2     | Davos      | Relais 4 x 5 km Libre | 16 décembre 2001 | Norvège - Tina Bay - Bente Skari - Hilde Gjermundshaug Pedersen - Vibeke Skofterud     | Russie III - Alena Sidko - Olga Rotcheva - Elena Burukina - Ekaterina Stchastlivaia    | Italie - Cristina Paluselli - Gabriella Paruzzi - Arianna Follis - Stefania Belmondo |
| 3     | Nove Mesto | Relais 4 x 1,5 km     | 13 janvier 2002  | Russie I - Evgenia Medvedeva - Julia Tchepalova                                        | Italie I - Gabriella Paruzzi - Sabina Valbusa                                          | Finlande I - Riikka Sirviö - Riitta-Liisa Roponen                                    |
| 4     | Lahti      | Relais 4 x 1,5 km     | 3 mars 2002      | Italie I - Gabriella Paruzzi - Sabina Valbusa                                          | Russie I - Olga Savialova - Nina Gavrilyuk                                             | Italie/ France - Karine Philippot - Stefania Belmondo                                |
| 5     | Falun      | Relais 4 x 5 km Libre | 10 mars 2002     | Italie I - Sabina Valbusa - Gabriella Paruzzi - Cristina Paluselli - Stefania Belmondo | Norvège - Anita Moen - Marit Bjørgen - Hilde Gjermundshaug Pedersen - Vibeke Skofterud | Allemagne - Manuela Henkel - Viola Bauer - Claudia Künzel - Evi Sachenbacher         |